# Дорогой баскетбол
«Дорогой баскетбол» (англ. Dear Basketball) — короткометражный мультипликационный фильм, созданный Believe Entertainment Group совместно с Kobe Inc. и Glen Keane Productions. Короткометражка режиссёра Глена Кина. Премьера состоялась 23 апреля 2017 года на кинофестивале Трайбека.
Фильм продолжительностью 5 минут 22 секунды основан на стихотворении, в котором Коби Брайант объявил о завершении спортивной карьеры. Закадровый текст читает сам баскетболист.
В 2018 году фильм стал обладателем премии «Оскар» в номинации «Лучший анимационный короткометражный фильм».

## Сюжет
Накануне завершения своей спортивной карьеры легенда НБА Коби Брайант описывает свою любовь к баскетболу, которая зародилась в детстве. Начиная с юношеских мечтаний о славе и через свою 20-летнюю карьеру спортсмен рассказывает, как он и баскетбол дали друг другу всё, что у них есть.